# Parafia św. Katarzyny w Ulinie Wielkiej
Parafia świętej Katarzyny w Ulinie Wielkiej – parafia rzymskokatolicka znajdująca się w diecezji sosnowieckiej, w dekanacie XXIII – Podwyższenia Krzyża Świętego w Wolbromiu.
Prawdopodobnie ustanowiona w XIV w. Drewniany, zabytkowy, kościół parafialny pochodzi z 1655.

## Zasięg parafii
Do parafii należą wierni z miejscowości: Ulina Mała, Ulina Wielka, Zawadka.